# Forbes 30 Under 30
30 Under 30 es un conjunto de listas de personas menores de 30 años que publica anualmente la revista Forbes y algunas de sus ediciones regionales. Las listas estadounidenses reconocen 600 personas de las empresas e industrias, con 30 seleccionadas en veinte industrias cada una. Asia y Europa también tienen diez categorías para un total de 300 cada una, mientras que África tiene una sola lista de 30 personas. Forbes alberga conferencias asociadas y una sección de su sitio web llamada 30 Under 30.

## Historia
Forbes lanzó su lista 30 Under 30 en 2011 bajo la dirección de Randall Lane. Para 2016, las nominaciones para la lista habían alcanzado más de 15.000, y los editores de Forbes seleccionaron 30 ganadores para cada una de las 20 categorías.
Con el tiempo, Forbes ha ampliado la función para establecer listas continentales para Asia, Europa (lanzado en 2016), y África.
Forbes también usa el nombre Under 30 para un canal dedicado en su sitio web, asociado con una aplicación de redes sociales 30 Under 30.The Washington Post informa que el canal tiene como objetivo proporcionar "programación centrada en los millennials a los muchos consumidores influyentes de la revista. La aplicación de redes sociales es una colaboración con Tinder a través del anterior homenajeado de 30 Under 30, Sean Rad, cofundador y presidente de Tinder.

## Conferencias
Además de la función de revista, Forbes organiza una Cumbre anual de 30 Under 30. En 2014 y 2015, la cumbre se llevó a cabo en Filadelfia, con Monica Lewinsky en los titulares en la primera cumbre por su discurso sobre el ciberacoso. Las cumbres de 2016 y 2017 se llevaron a cabo en octubre en Boston. Los organizadores incluyen al chef Chris Coombs, anteriormente homenajeado de 30 Under 30, al asistente de la alcaldía de Boston Dan Koh, y al profesor de oncología pediátrica Cigall Kadoch.
En abril de 2016, Forbes celebró su primera cumbre internacional 30 Under 30, que se centró en Europa, Oriente Medio y África y tuvo lugar en Tel Aviv y Jerusalén. Los oradores incluyeron a Monica Lewinsky, Shimon Peres y Okieriete Onaodowan. Onaodowan fue un homenajeado en 2016 en la lista 30 Under 30 Hollywood & Entertainment por su interpretación de Hercules Mulligan y James Madison en Hamilton.

## Personas nombradas
Entre los nombrados en las listas 30 Under 30, se encuentran los actores Nicholas Hoult, Alia Bhatt, Sai Pallavi, John Boyega, Daisy Ridley, Emma Watson y Margot Robbie; la youtuber Lilly Singh; músicos como A$AP Rocky, Fetty Wap, Selena Gomez y The Weeknd; la activista Malala Yousafzai; los emprendedores Ann Li, Chiara Ferragni y Vitalik Buterin, así como los deportistas  Lindsey Vonn, Andy Murray, Michael Phelps, Luca Pferdmenges y Simone Biles.

## Críticas
La lista de 30 Under 30 ha suscitado algunas críticas, incluso por el escaso reconocimiento de las minorías raciales jóvenes y las mujeres. The Root observó que 29 de los 30 periodistas honrados en la lista inaugural de medios en 2011 eran blancos y ninguno negro o latino. Elle Sudáfrica notó el desequilibrio de género de las listas de 2014 y preguntó "¿Dónde están las mujeres?" La demografía de las selecciones de Forbes ha continuado atrayendo interés; Poynter informó que la lista de medios de 2015 tenía 18 mujeres, la mayor cantidad en los cinco años de historia de la lista.